# Danielle Zimmermann
Danielle Zimmermann (* 1974 in Hechingen) ist eine deutsche Künstlerin. Ihre Werke entstehen meist nicht auf klassischer Leinwand, stattdessen nutzt sie Plastiktüten und Supermarkt-Kartonagen als Basis. In ihren Arbeiten setzt sie sich in Pop-Art-Manier mit aktuellen gesellschaftlichen Themen wie Werbung, Konsum, dem Bild der Frau in den Medien und der Verwendung von Plastikverpackungen auseinander.

## Leben
Danielle Zimmermann studierte von 1995 bis 2001 an der Staatlichen Akademie der Bildenden Künste Stuttgart, und von 2002 bis 2003 am Pratt Institute in Brooklyn, New York. Für ihre künstlerische Tätigkeit erhielt sie mehrere Preise und Stipendien in Deutschland und in den USA. Sie lebt und arbeitet in Stuttgart.

## Ausstellungen (Auswahl)
- 2019 Heute schon gepopt?, Galerie von Braunbehrens, Stuttgart[3]
- 2018 #nomasks, KunstKultur, Königsfeld
- 2017 Girls don't cry, KERTU Klinger, Stuttgart
- 2016 lost and found, Villa Eugenia, Hechingen
- 2015 You can't blame a girl for trying, Galerie Tobias Schrade, Ulm

## Preise und Stipendien
- 2002 Graduiertenstipendium des Deutschen Akademischen Austauschdienstes (DAAD) in New York (Jahresstipendium für das Pratt Institute in Brooklyn, New York)
- 2001 Atelierstipendium, Museum der Stadt Waiblingen
- 1999 Akademiepreis, 1. Preis des Fraunhofer IPA Kunstwettbewerbs
- 1997 Akademiepreis

## Publikationen
- Danielle Zimmermann – #nomasks, 2018, KUNSTraum Stuttgart, Ausstellungskatalog[4]